# Domenico Casella
Pour les articles homonymes, voir Casella (homonymie).
Domenico Casella, né à Gênes, Ligurie, en 1856, et mort au même lieu en 1925, est un peintre italien de l'École grise, il est également graveur et aquafortiste.

## Biographie
Né à Gênes en 1856, Domenico Casella est l'élève de Raffaello Granara, professeur de taille-douce à l'Accademia ligustica di belle arti à Gênes. Casella, artiste précoce, peint des paysages en dilettante, mais avec la sensibilité d'un artiste. En 1871, il obtient la médaille d'argent du concours annuel de paysages à Gênes. Il se consacre principalement aux eaux-fortes.
Il rejoint le cénacle de l'École grise auprès d'Alfredo d'Andrade, Ernesto Rayper, Tammar Luxoro et Serafin de Avendano. Il reproduit surtout les œuvres de ce dernier, en interprétant la couleur avec finesse, traduisant la profondeur des tons clairs-obscurs.

## Œuvres
Parmi ses œuvres les plus connues figurent les eaux-fortes exposées : 
- Nel Villagio (eau-forte d'après une huile sur toile de Serafin de Avendano, 1871) ;
- Notte nuvolosa (eau-forte d'après une huile sur toile de Serafin de Avendano, 1871) ;
- Oliveto (eau-forte d'après une huile sur toile de Tammar Luxoro, 1872) ;
- Al pozzo (eau-forte d'après une huile sur toile d'Angelo Beccaria, 1872).